# Manfred Szadrowsky
Manfred Szadrowsky (* 30. Juni 1886 in Rorschach; † 7. Februar 1974 in Chur) war ein Schweizer Kantonsschullehrer, Titularprofessor und Sprachwissenschafter.

## Leben
Szadrowsky war Enkel des mit Richard Wagner und Franz Liszt befreundeten Musikers Heinrich Szadrowsky (1828–1878) und Sohn eines aus dem badischen Donaueschingen in die Schweiz gekommenen, 1899 in Rotmonten-Tablat (heute zu St. Gallen gehörig) eingebürgerten Eisenbahnbeamten.
Er studierte Germanistik und Philosophie an den Universitäten von Zürich und München, promovierte 1912 bei Albert Bachmann mit einer Arbeit über die «Nomina agentis im Schweizerdeutschen in ihrer Bedeutungsentfaltung» und habilitierte sich 1930 ebenfalls in Zürich mit der Arbeit «Abstrakta des Schweizerdeutschen in ihrer Sinnentfaltung».
1912–1951 arbeitete er als Kantonschullehrer in Chur, wo Paul Zinsli einer seiner Schüler war, und wirkte 1939–1957 (laut dem in der «Neuen Zürcher Zeitung» erschienenen Nachruf bis 1956) als Privatdozent und Titularprofessor für germanische Philologie an der Universität Zürich. Eine Berufung an das Schweizerische Idiotikon lehnte er 1931 ab.
Szadrowsky heiratete 1930 Helene Burckhardt, Tochter des Historikers Paul Burckhardt. Seine Schwager waren Peter Bearth und Erich Gruner.

## Forschung
Szadrowskys Forschungsschwerpunkt waren Wortbildung und Semantik des Schweizerdeutschen. In Chur wohnend, galt sein spezielles Augenmerk dem Walserdeutschen in Graubünden. Dieser Perspektive zu verdanken sind auch Arbeiten über die Dialektsyntax und zum Weiterleben althochdeutscher Spracherscheinungen im Höchstalemannischen sowie zu deutsch-rätoromanischen Sprachberührungen und zur rätischen Namenforschung.
Basis für Szadrowskys Arbeiten zum Schweizerdeutschen waren einerseits das Schweizerische Idiotikon, das er minuziös auswertete, und anderseits eigene Datenerhebungen, die er in wohl fast allen Walsergemeinden Graubündens vornahm und die er seinerseits dem Schweizerischen Idiotikon zur Verfügung stellte.
Szadrowsky war auch in den altgermanischen Sprachstufen beschlagen und wusste diese nicht nur in Einführungskursen und Übersichtsvorlesungen sowie einzelnen Aufsätzen zu vermitteln, sondern er stellte auch mehrere Textsammlungen für die Reihe «Altdeutsche Übungstexte» zusammen. In späterer Zeit wandte er sich dem Altfriesischen zu und schrieb über die Sprache der altfriesischen Rechtsbücher. 1950 verlieh ihm die Friesische Akademie in Leeuwarden die Mitgliedschaft.
Szadrowsky publizierte nicht nur in sprachwissenschaftlichen Zeitschriften (in erster Linie in der «Teuthonista» und in «Pauls und Braunes Beiträgen zur Geschichte der deutschen Sprache und Literatur»), sondern wusste sein Material auch populärwissenschaftlich aufzubereiten. Zahlreiche Artikel in Zeitschriften wie dem «Bündner Monatsblatt» oder den «Alpen» legen hierfür Zeugnis ab.

## Publikationen (Auswahl)
Monographien
- Nomina agentis im Schweizerdeutschen in ihrer Bedeutungsentfaltung. Frauenfeld 1918 (Beiträge zur Schweizerdeutschen Grammatik XII).
- Abstrakta des Schweizerdeutschen in ihrer Sinnentfaltung. Frauenfeld 1933 (Beiträge zur Schweizerdeutschen Grammatik XVIII).

Aufsätze
- «Gegensinn» im Schweizerdeutschen. In: Festschrift für Albert Bachmann. Berlin 1924, S. 11–86; Nachträge in Teuthonista 1 (1924) 24–40.
- Hochalemannische Sprachdenkmäler, besonders aus der Zeit um 1500. In: Teuthonista 3 (1926) 43–56. 81–103. 185–92.
- Über sogenannte Abstracta. In: PBB 51 (1927)  41–79.
- Zusammenhänge zwischen Adjektiv- und Verbalabstracten. In: PBB 52 (1928) 1–26.
- Fortleben althochdeutscher Mehrstämmigkeit. In: PBB 52 (1928) 398–423.
- Eine romanisch-deutsche Suffixverbindung. In: Teuthonista 5 (1928/29) 201–208.
- Rätoromanisches im Bündnerdeutschen. Habilitationsvortrag über das Problem der Sprachmischung. Veröffentlicht als Sonderdruck des Bündnerischen Monatsblatts 1931.
- Zur hochalemannischen Syntax. In: PBB 54 (1930) 65–137, 281/93; 60 (1936) 445–458; 61 (1937) 273–288.
- Lateinisch -aria in der alemannischen Schweiz. Zum Andenken an Albert Bachmann. In: ZNF 14 (1938) 31–55.
- Stil und Syntax der altfriesischen Rechtssprache. In: PBB 81 (1959) 131–160 und 83 (1961) 80–131.

Editionen
- Gotische Texte. Bern 1946 (Altdeutsche Übungstexte 1).
- Heliand. Bern 1947 (Altdeutsche Übungstexte 7).
- Hønsna-þóres-Saga. Bern [1949] (Altdeutsche Übungstexte 10).